# ウカシュ・ファビアンスキ
ウカシュ・ファビアンスキ（ポーランド語: Łukasz Marek Fabiański, 発音: [ˈwukaʂ faˈbʲaɲskʲi], 1985年4月18日 - ）は、ポーランド・ルブシュ県コスチン・ナド・オドロン出身のサッカー選手。プレミアリーグ・ウェストハム・ユナイテッドFC所属。元ポーランド代表。ポジションはゴールキーパー。

## 経歴

### クラブ

#### レギア・ワルシャワ
コストシン・ナド・オドロンに生まれ、ポロニア・スウビツェでキャリアを開始したファビアンスキは、14歳の時に独立したサッカーアカデミーであるMSPシャモトゥウィで技術を磨き、その後、様々なクラブでプレーする中で2004年夏にイングランド1部のアーセナルFCの訓練に招待されて参加した。
アーセン・ヴェンゲル監督に感銘を与えたものの、最終的に母国へ戻ることを決め、2004年9月1日にレフ・ポズナンと契約し、それから約4ヶ月後の12月30日には、アルトゥール・ボルツの後継者候補としてレギア・ワルシャワと4年半の契約を締結した。加入1季目こそ、そのボルツの存在から出場機会を得られなかったが、シーズン終了後にボルツがセルティックFCへ移籍したことで2005年7月24日のアルカ・グディニャ戦でエクストラクラサ初出場を飾り、同2005-06シーズンのリーグ戦に全試合出場を果たして優勝に貢献。さらに同シーズンと翌2006-07シーズンの2季連続でCanal+が選定するPiłkarskie Oscaryの最優秀ゴールキーパーに選出された。

#### アーセナル
控えの日々
アーセナルFCとレギア・ワルシャワで移籍金で合意した後、2007年5月8日にロンドンで医療検査を受けていることが報告され、5月11日にヴェンゲル監督もこの動きを認めた。5月26日に正式に長期契約を締結した後、9月25日のニューカッスル・ユナイテッドFCとのフットボールリーグカップで初出場を飾ると、10月31日のシェフィールド・ユナイテッドFC戦 (3-0) で初主将を務める等、主にカップ戦で出場機会を得て4月28日のプライド・パーク・スタジアムでのダービー・カウンティFC戦で念願のリーグ戦初出場を飾った。続くエヴァートンFC戦 (1-0) 、サンダーランドAFC戦 (1-0) と連続で先発を務めて最初のシーズンを終了した。
アーセナルでは、イェンス・レーマン、マヌエル・アルムニアの存在のみならず、2008年1月22日のトッテナム・ホットスパーFC戦 (1-5) でロビー・キーンの正面からのシュートを掴めず得点を許す場面や2010年2月17日のFCポルトとのUEFAチャンピオンズリーグ 2009-10 (1-2) では、シルヴェストレ・ヴァレラのクロスを自陣のゴールに弾く失態で先制点を献上し、さらに味方DFソル・キャンベルのバックパスを手で拾ってしまい間接フリーキックを与えると、素早い再開に対応出来ずラダメル・ファルカオに得点を決められてしまう等、自身の不安定さから多くの出場機会を得られずにいた。また、2010年1月24日のFAカップのストーク・シティFC戦でも力を示すことが出来ずチームは敗退したものの、ヴェンゲル監督から「最高のGKの1人なることが出来ると考えている」と公に語られる程に能力を買われていた。そのような状況の中、2009-10シーズン終盤にアルムニアが手首を負傷したことで最後の4試合に連続出場し、ウィガン・アスレティックFC戦、ブラックバーン・ローヴァーズFC戦で自身の失態により敗北を喫した一方、ホームに迎えたマンチェスター・シティFC戦とフラムFC戦では無失点に抑えて勝ち点獲得に貢献した。
つかの間の正守護神

2010年、アーセナルでのファビアンスキ

昨季と変わらずにアルムニアに次ぐ2番手として開始した2010-11シーズンは、2010年9月21日にホワイト・ハート・レーンでのリーグカップのトッテナム・ホットスパーFC戦 (4-1) でシーズン初出場を飾って勝利を収めるも、ロビー・キーンの長距離シュートによる同点弾を防ぐことが出来ずに各メディアから批判の対象となる不安定なものだった。しかし、アルムニアの負傷によりシーズン2試合目となった1週間後のパルチザン・ベオグラードとのUEFAチャンピオンズリーグ 2010-11 (3-1) では、後半にクレオの2度目のペナルティーキック、試合終了間際のイヴィツァ・イリエフの至近距離からのシュートを防ぐ活躍を見せると、試合終了後にヴェンゲル監督から「申し分ない」とパフォーマンスを称賛され、クラブの公式サイトではファン投票により同試合の最優秀選手にマルアーヌ・シャマフと共に選出される満足のいく結果となった。続く、リーグ戦初出場となった10月3日のチェルシーFC戦 (2-0) 、10月24日のマンチェスター・シティ戦 (3-0) で無失点を達成して公式サイトのファン投票で再度最優秀選手に選出される等、リーグ戦でも高いパフォーマンスを示すと、マンチェスター・シティ戦終了後にヴェンゲル監督からアルムニアに取って代わって正GKを任せる可能性を示唆された。その一方でパルチザン戦から数試合好調を見せている中、11月7日のニューカッスル戦 (0-1) でジョーイ・バートンのフリーキックを掴めずにアンディ・キャロルに決勝点を挙げられ、「フラッピー・ハンドスキ」 (Flappy Handski) と不名誉な愛称で呼ばれた。しかし、次のウルヴァーハンプトン・ワンダラーズFC戦では、試合終了間際のシュートを防いで、そこからロングスローによるカウンター攻撃の起点となって味方の得点に繋げると、さらに次のエヴァートンFC戦でSky Sports選定の最優秀選手に選出される活躍を見せていた。重要なマンチェスター・ユナイテッドFC戦こそ負傷により欠場となったが、同様に重要な試合である12月27日のチェルシーFCとのビッグロンドン・ダービー (3-1) で復帰すると決定機を防ぐ活躍で勝利に貢献した。しかし、2011年1月5日のマンチェスター・シティ戦前のウォーミングアップで肩を負傷する思わぬ事態となった。試合に出場したものの、同試合を最後に負傷の影響から同胞ヴォイチェフ・シュチェスニーにポジションを奪われる形となり、その後、肩の手術をするために2月3日を以ってチームから離脱することが決定した。
再び控えの日々
2011-12シーズンは、シュチェスニーの安定感あるプレーからカップ戦での出場のみに留まったものの、それでも正守護神の座を諦めることがなかったファビアンスキは、肩の負傷も癒えたことで翌2012-13シーズンはシュチェスニーとの定位置争いに挑戦することを口にした。その後、シーズン終盤になりシュチェスニーの負傷によって2013年3月13日のバイエルン・ミュンヘンとのUEFAチャンピオンズリーグ 2012-13第2戦 (2-0) という重要な局面で先発を務め、得点機を何度も阻む活躍で無失点での勝利に貢献すると、続く3月16日のスウォンジ・シティAFC (2-0) 戦でも再度無失点を達成し、レディングFC戦、ウェスト・ブロムウィッチ・アルビオンFC戦、ノリッジ・シティFC戦と連続でリーグ戦に出場した。この活躍にクラブの伝説的なGKデビッド・シーマンから「シュチェスニーが復帰しても、すんなりと正GKに戻れるかどうか分からない程にファビアンスキは良くやっている」と称賛される充実した日々を過ごしていた。しかし、2013年4月19日に肋骨にひびが入ってることで治療に専念することが決定し、またしてもシュチェスニーにポジションを譲ることとなった。以後はシュチェスニーの控えとして地位が確立してしまい、翌2013-14シーズンはカップ戦での出場にとどまっていたことで、2014年2月19日に出場機会を求めて退団することを示唆した。

#### スウォンジー・シティ
2014年5月28日、自由契約でスウォンジー・シティAFCに移籍した。2015年7月チームとの契約を2019年まで延長した。2016-17シーズンはプレミアリーグで最多の69ゴールを許したが、チームのプレミアリーグ残留に貢献した。

#### ウェストハム・ユナイテッド
2018年6月20日、スウォンジーの降格に伴いウェストハム・ユナイテッドFCと3年契約を締結したことが発表された。同シーズンはリーグ戦全試合に出場、148本のシュートをセーブし、チームの危機を救った。
2019-20シーズンも正守護神を務めたが、第7節のAFCボーンマス戦で負傷し、4ヶ月間の離脱を余儀なくされた。
2023ｰ24シーズンは、アルフォンス・アレオラが正GKに定着したため、自身の出場は主にカップ戦に限られ、同年のリーグ戦の出場は加入後最低の10試合にとどまった。

### 代表
U-21代表でレギュラーを務めた後、クラブでの活躍から2006年3月28日のサウジアラビアとの親善試合でA代表初出場を飾ると、同年の2006 FIFAワールドカップのメンバー入りを果たして第3GKを務め、UEFA EURO 2008でも控えだった。UEFA EURO 2012では、当初メンバーに選出されていたものの、2012年5月26日のスロバキア戦前に肩を負傷したことで本大会欠場が発表され、グジェゴシュ・サンドミエルスキ (en) に譲ることとなった。
2018 FIFAワールドカップではグループリーグの第3戦の日本戦に出場して無失点に抑えた。

## 人物
弟のアルカディウシュ (Arkadiusz) も同じくサッカー選手でゴールキーパーである。

## 代表歴

### 出場大会
- ポーランド代表
  - 2006 FIFAワールドカップ
  - 2018 FIFAワールドカップ

### 試合数
- 国際Aマッチ 57試合 0得点（2006年-2021年）[47]

| ポーランド代表 | 国際Aマッチ | 国際Aマッチ |
| 年             | 出場        | 得点        |
| -------------- | ----------- | ----------- |
| 2006           | 3           | 0           |
| 2007           | 3           | 0           |
| 2008           | 6           | 0           |
| 2009           | 2           | 0           |
| 2010           | 3           | 0           |
| 2011           | 3           | 0           |
| 2012           | 1           | 0           |
| 2013           | 0           | 0           |
| 2014           | 1           | 0           |
| 2015           | 6           | 0           |
| 2016           | 10          | 0           |
| 2017           | 4           | 0           |
| 2018           | 6           | 0           |
| 2019           | 4           | 0           |
| 2020           | 3           | 0           |
| 2021           | 2           | 0           |
| 通算           | 57          | 0           |

## タイトル

### クラブ
レギア・ワルシャワ
- エクストラクラサ：1回 (2005-06)

アーセナルFC
- FAカップ：1回 (2013-14)

### 個人
- エクストラクラサ年間最優秀GK：2回 (2005-06, 2006-07[48])
- ウェストハム・ユナイテッド年間最優秀選手賞：1回 (2018-19)